# Tlatlauquitepec
Tlatlauquitepec è una municipalità dello stato di Puebla, nel Messico centrale, il cui capoluogo è la località di Ciudad de Tlatlauquitepec.
Conta 51.495 abitanti (2010) e ha una estensione di 294,15 km². 	 	
Il significato del nome in lingua nahuatl è colorazione della collina.